# 下川めぐみ
下川 めぐみ（しもかわ めぐみ、1983年5月31日 - ）は、日本の女子プロゴルファー。環境ステーション所属。

## 人物
神奈川県出身。ゴルフは10歳の時に始める。ゴルフ部の強豪校、神奈川県立厚木北高等学校から、日本体育大学に進学。大学2年の時にQTファイナルまで進み、プロ宣言をして大学を中退。2007年に3度目の挑戦でプロテストに合格。
弱点の飛距離を伸ばそうと多くの指導者に習うがなかなか成果が出ず、よく飛ばす若い選手の台頭もあって一時は引退まで考えていた。2014年に出会った北野正之プロの指導により、すぐに飛距離を30ヤードも伸ばす。その年、賞金ランキング47位となりプロ宣言から11年目にして初の賞金シード権を獲得する。
初シードの翌年、2015年はシードを逃してしまうが、青山充コーチと出会い、スイングやコースマネジメントなどの基礎から見直し、2016年に再びシードを獲得した。
2011年に、8年交際したキャディーの下川正と結婚。
ホールインワン女王と呼ばれ、ツアーでは2013年、2014年にそれぞれ2度達成している。